# Unidad periférica de Emacia
Emacia (en griego Ημαθία, Imathía) es una unidad periférica de Grecia. Hasta el 1 de enero de 2011 fue una de las 51 prefecturas en que se dividía el país.

## Municipios
Desde 2011 se divide en 3 municipios:
- Alejandría
- Naousa
- Veria